# Scalovie

Les tribus baltes et les clans prussiens à la veille de la croisade teutonique au début du XIIIe siècle.

La Scalovie (en allemand : Schalauen ; en vieux-prussien : Skālwa ; en lituanien : Skalva ; en russe : Скаловия) est une région historique située sur le cours inférieur du fleuve Niémen dans l'extrême nord-est de la Prusse. 
La région est limitée par la lagune de Courlande et la côte Baltique à l'ouest ; la frontière orientale se dresait à l'ouest de a ville de Jurbarkas. Elle doit son nom aux scaloviens (en allemand : Schalauer), une tribu baltique qui l'habitait vers 1240. Selon le chroniqueur Pierre de Duisbourg, les scaloviens devaient leur nom à Schalauo, un des frères prussiens. Leur centre était au château de Ragnit (Neman) sur la rive gauche du fleuve Niémen. La partie nord-est de Prusse s'étendant jusqu'à la limite de la région de Samogitie est aussi connue sous le nom de « Petite Lituanie » (Mažoji Lietuva) ou « Lituanie prussienne ». 
La Scalovie a été conquis par les chevaliers teutoniques vers l'an 1283 et incorporé au territoire de leur État monastique, tandis que les territoires de Samogitie au nord faisaient partie du grand-duché de Lituanie, puis de la république des Deux Nations. La limite a été définitvement imposée par la paix du lac de Melno signée en 1422. Après la dissolution de l'État teutonique en 1525, la région appartient au duché de Prusse sous la dynastie des Hohenzollern, puis du royaume de Prusse. 
Après la Première Guerre mondiale, en vertu du traité de paix de Versailles, la région fut partagée le long du fleuve Niémen : le terrain au sud de la rivière resta à l'État libre de Prusse, alors que le territoire de Memel au nord bénéficia d'un statut particulier placé par la Société des Nations sous administration française. Cette zone fut occupée par la république de Lituanie en 1923 et annexé par l'Allemagne nazie en 1939. Après la fin de la Seconde Guerre mondiale, l'ancien territoire de Memel est cédé à la république socialiste soviétique de Lituanie. Depuis l'indépendance de la Lituanie et la dislocation de l'Union soviétique, la Scalovie est partagée entre l'actuelle république de Lituanie au nord et l'oblast de Kaliningrad de la fédération de Russie au sud.